# Seiko Matsuda
Seiko Matsuda (松田 聖子 Matsuda Seiko), født 10. marts 1962 i Kurume, Fukuoka, Japan, er en japansk pop sanger og sangskriver. På grund af sin popularitet i 1980'erne og hendes lange karriere, har hun døbt "Eternal idol" af de japanske medier.  Hun er mor til Sayaka Kanda.

## Diskografi

### Albums
| - 1980: Squall - 1980: North Wind - 1981: 風立ちぬ (Kaze Tachinu) - 1981: Silhouette - 1982: Pineapple - 1982: Candy - 1983: ユートピア (Utopia) - 1983: Canary - 1984: Tinker Bell - 1984: Windy Shadow - 1985: The 9th Wave - 1985: Sound of My Heart - 1986: Supreme - 1987: Strawberry Time - 1988: Citron - 1989: ゴヤ…歌でつづる生涯 - 1989: Precious Moment - 1990: Seiko - 1990: We Are Love - 1991: Eternal - 1992: 1992 Nouvelle Vague - 1992: Sweet Memories '93 - 1993: Diamond Expression - 1993: A Time for Love | - 1994: Glorious Revolution - 1995: It's Style'95 - 1996: Vanity Fair - 1996: Was It the Future - 1996: Guardian Angel - 1997: My Story - 1997: Sweetest Time - 1998: Forever - 1999: Seiko Matsuda: Re-Mixes - 1999: 永遠の少女 - 2000: 20th Party - 2000: 松田聖子 Seiko Remixes 2000 - 2001: Love & Emotion Vol. 1 - 2001: Love & Emotion Vol. 2 - 2002: Area62 - 2004: Sunshine - 2005: Fairy - 2005: Under the Beautiful Stars - 2006: Bless You - 2006: Eternal II - 2007: Baby's Breath - 2008: My Pure Melody - 2010: My Prelude - 2011: Cherish - 2012: Very Very - 2013: A Girl in the Wonderland - 2014: Dream & Fantasy - 2015: Bibbidi-Bobbidi-Boo - 2016: Shining Star |

### Singler
| - 1979: Hadashi no Kisetsu - 1980: Aoi Sangoshou - 1980: Kaze wa Aki Iro - 1981: Cherry Blossom - 1981: Natsu no Tobira - 1981: Shiroi Parasol - 1981: Kaze Tachi Nu - 1982: Akai Sweet Pea - 1982: Nagisa no Balcony - 1982: Komugi Iro no Mermaid - 1982: Nobara no Etude - 1983: Himitsu no Hanazono - 1983: Tengoku no Kiss - 1983: Glass no Ringo/Sweet Memories - 1983: Hitomi wa Diamond - 1984: Rock'n Rouge - 1984: Jikan no Kuni no Alice - 1984: Pink no Mozart - 1984: Heart no Earing - 1985: Tenshi no Wink - 1985: Boy no Kisetsu - 1985: Dancing Shoes - 1987: Strawberry Time - 1987: Pearl-White Eve - 1988: Marakech - 1988: Tabidachi no Freesia - 1989: Precious Heart - 1990: The Right Combination (Duet med Donnie Wahlberg) - 1990: Who's That Boy - 1990: We Are Love - 1992: Kitto, Mata Aeru - 1992: Anata no Subete ni Naritai - 1993: Taisetsu na Anata - 1993: A Touch of Destiny - 1993: Kakowareta, Ai jing - 1994: Mou Ichido, Hajime Kara - 1994: Kagayaita Kisetsu e Tabidatou | - 1995: Suteki ni, Once again - 1996: Anata ni Aitakute - 1996: Let's Talk About It - 1996: I'll Be There For You (Duet med Robbie Nevil) - 1996: Sayonara no Shunkan - 1997: Watashi Dake no Tenshi - 1997: Gone with the Rain - 1998: Koisuru Omoi - 1998: Touch the Love - 1999: Kanashimi no Boat - 2000: 20th Party - 2000: Shanhai Love Song - 2000: Unseasonable Shore - 2000: True Love Story (Duet med Hiromi Go) - 2000: The Sound of Fire - 2001: Anata Shika Mienai - 2001: Ai Ai - 2002: Suteki na Ashita - 2003: Call Me - 2004: Aitai - 2004: Smile on Me (Duet med Takaaki Ishibashi) - 2005: Eien Sae Kanji ta Yoru - 2005: I'll Fall in Love - 2005: Shiawase na Kimochi - 2006: Bless You - 2007: Namidaga Tada Koborerudake - 2007: Manatsu No YoNo Yume (Duet med Takashi Fujii) - 2007: Christmas No Yoru - 2008: Love is All - 2010: Ikutsu no Yoake o Kazoetara - 2011: Tokubetsu na Koibito - 2012: Namida no Shizuku - 2013: Lulu! - 2013: Yume ga Samete - 2014: I Love You!! ~Anata no Hohoemi~ - 2015: Eien no Motto Hate Made / Wakusei ni Naritai - 2016: Bara no Yoni Saite Sakura no Yoni Chitte |